# Taipinus
Taipinus là một chi bọ cánh cứng trong họ Chrysomelidae.
Chi này được miêu tả khoa học năm 2007 bởi Lopatin.

## Các loài
Chi này gồm các loài:
- Taipinus rotundatus Lopatin, 2007